# NGC 7632

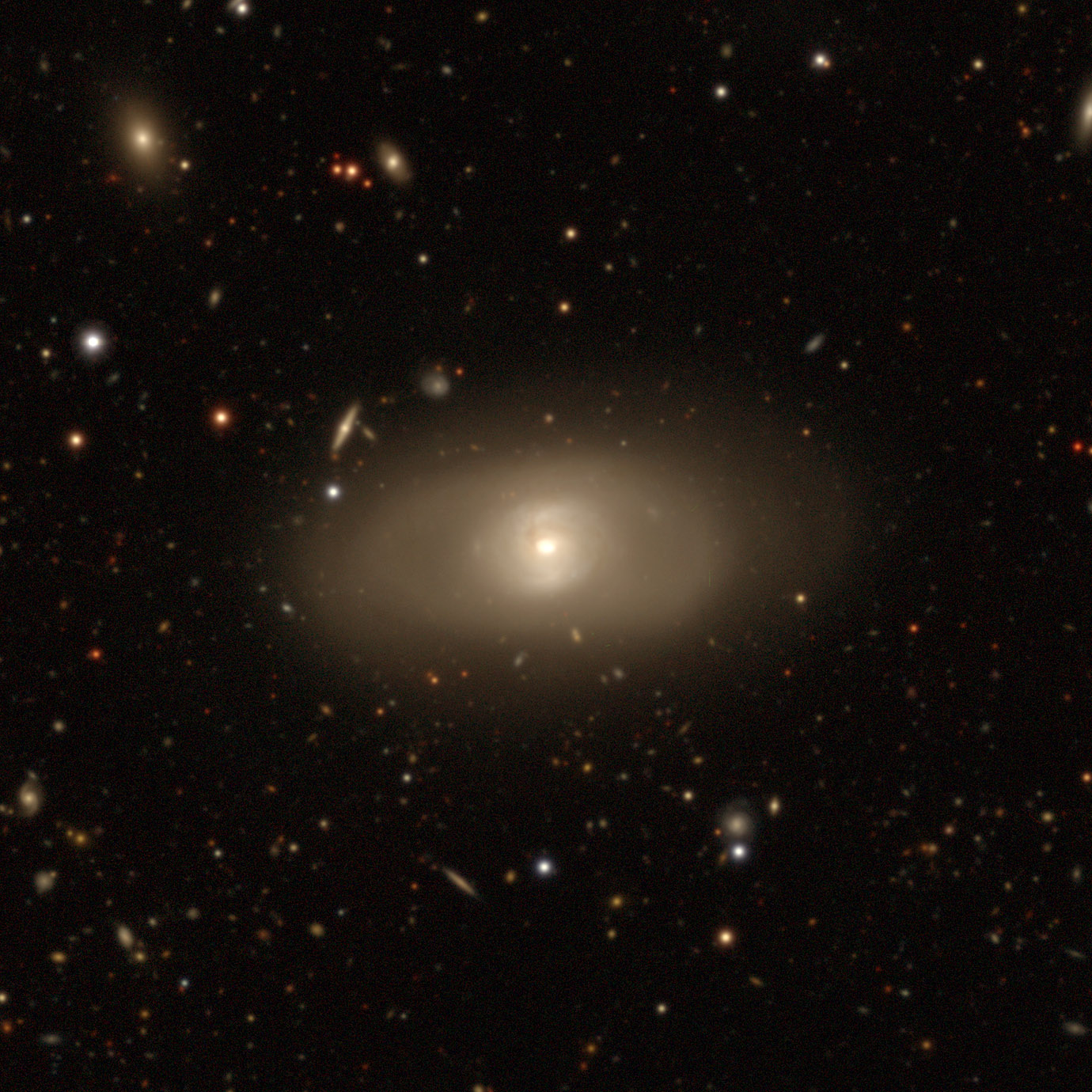
NGC 7632 par le projet « Legacy Surveys DR10 ».

NGC 7632 est une galaxie lenticulaire barrée située dans la constellation de la Grue. Sa vitesse par rapport au fond diffus cosmologique est de 1 294 ± 23 km/s, ce qui correspond à une distance de Hubble de 19,1 ± 1,4 Mpc (∼62,3 millions d'al). NGC 7632 a été découverte par l'astronome britannique John Herschel en 1834. Cette galaxie a aussi été observée par l'astronome américain Lewis Swift le 8 aout 1897 et a été inscrite à l'Index Catalogue sous la désignation IC 5313.
Selon la base de données Simbad, NGC 7632 est une galaxie de Seyfert de type 1.
À ce jour, une seule mesure non basée sur le décalage vers le rouge (redshift) donne une distance d'environ 19,300 Mpc (∼62,9 millions d'al). Cette valeur est presque la distance de Hubble.

## Groupe de NGC 7582
Selon A. M. Garcia, NGC 7632 est membre du groupe de NGC 7582. Ce groupe de galaxies renferme au moins neuf membres. Les autres galaxies sont NGC 7496, NGC 7531, NGC 7552, NGC 7582, NGC 7590, NGC 7599, IC 5325 et ESO 291-24.
Sur son site en ligne « Un Atlas de l'Univers », Richard Powell rajoute au groupe cinq galaxies, soit NGC 7412, les galaxies IC 5267, 5267A et 5267B de l'Index Catalogue, et ESO 347-2A. Cette dernière galaxie ne figure ni dans la base de données NASA/IPAC ni dans celle de Simbad, un inconvénient que l'on rencontre fréquemment lorsque l'équivalent PGC n'est pas indiqué. D'après A. M. Garcia, les quatre premières galaxies de cette liste sont membres du groupe d'IC 5267.
Selon un article publié en 2006 par Sengupta et Balasubramanyam, toutes les galaxies du groupe de NGC 7582 mentionnées par Garcia sont des galaxies émettrices dans le domaine des rayons X. À ces galaxies,  Sengupta et Balasubramanyam ajoutent ESO 291-08, ESO 291-15 et ESO 347-08. En réunissant les galaxies de ces trois publications, on obtient un groupe de 15 galaxies.